# Petroglifos de Sawintsa
Los petroglifos de Sawintsa se ubican a escasos minutos de la comunidad nativa de Sawintsa (Sawi Entsa), del distrito de Huarango, provincia de San Ignacio, departamento de Cajamarca, Perú.
Constituyen alrededor de 19 glifos tallados en una roca arenisca de aproximadamente 3 x 2 x 1.5 metros, representando figuras antropomórficas (perfiles de cuerpos y rostros), zoomórficas (reptiles) y otras figuras abstractas, como espirales, ángulos y líneas paralelas. Llama la atención asimismo la presencia de representaciones de rostros humanoides, o figuras que aluden a objetos celestes.
Esta roca formaba parte del antiguo bosque amazónico que rodeaba la comunidad nativa, y su existencia era conocida desde mucho atrás por los pobladores de etnia Awajún que pueblan este territorio. Su difusión a la comunidad global se realizó en mayo del 2024, gracias a las publicaciones del Dr. Gilmer Núñez Gaona, académico estudioso de la etnia, quien fotografió los grabados en las caras laterales de la roca y elaboró una representación idealizada de los bajorrelieves.

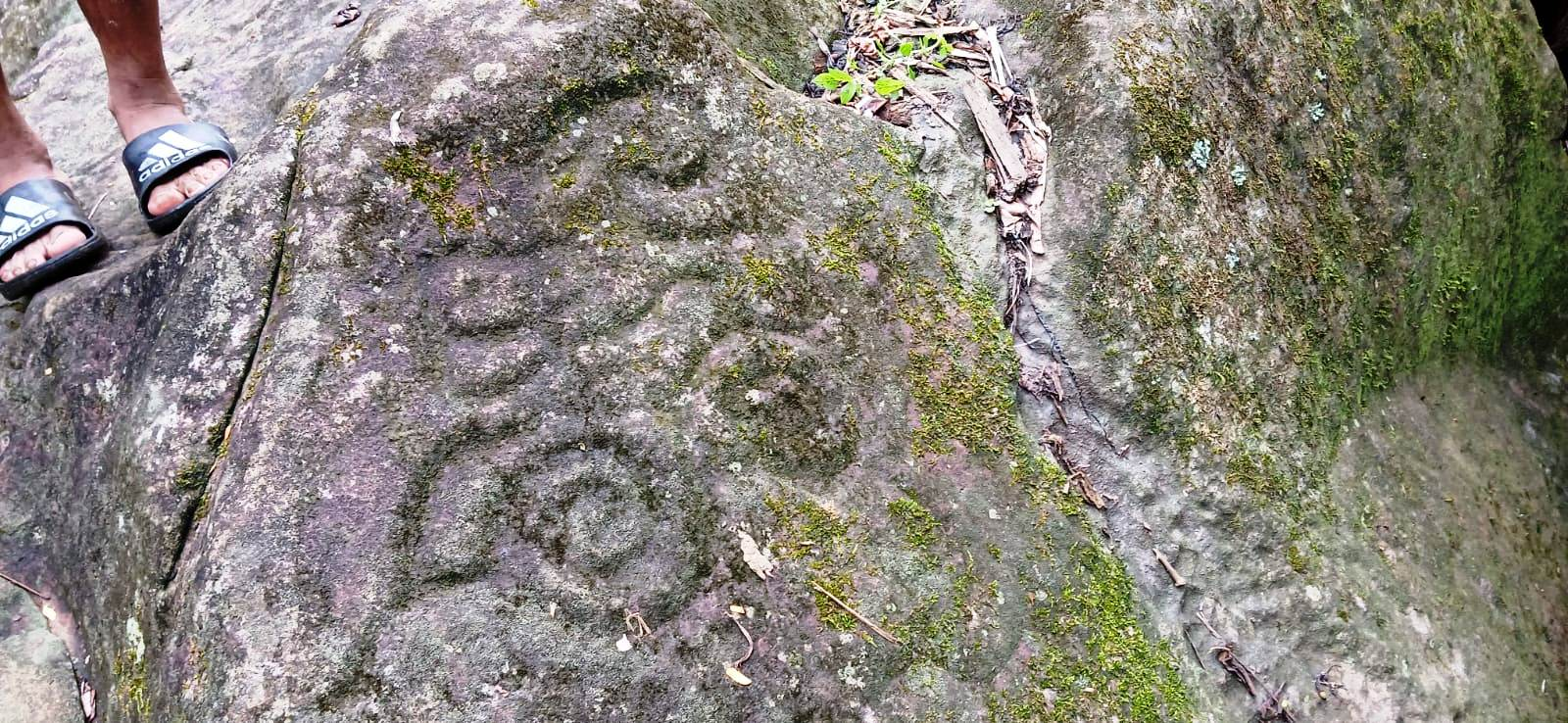
Figura parecida a los espirales de caracol, en una de las caras laterales de la roca.

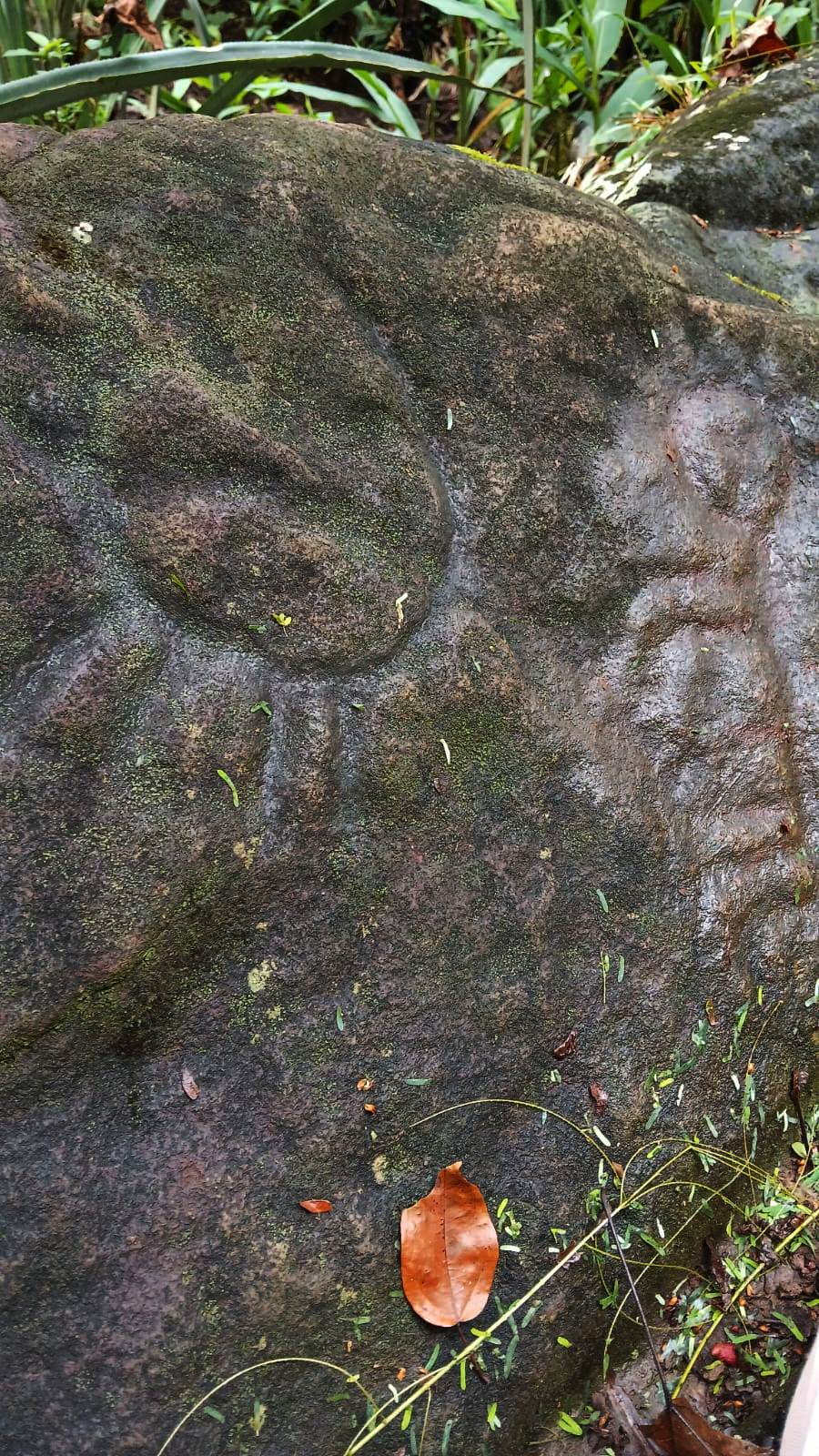
Imagen representando posiblemente un astro o cuerpo estelar y un ser con rostro humanoide y una corona.

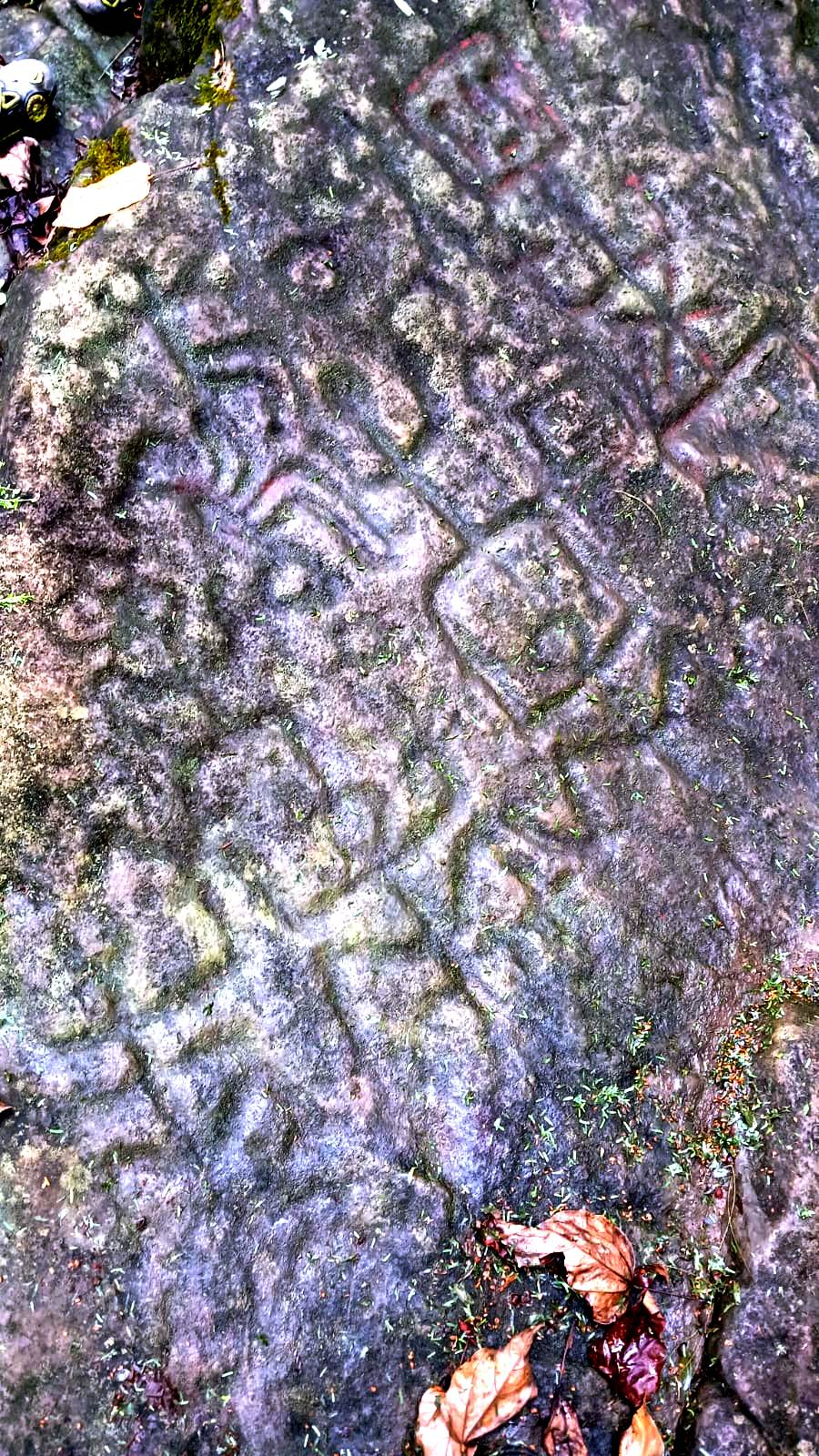
Cara frontal donde se exhiben la mayoría de los petroglifos.

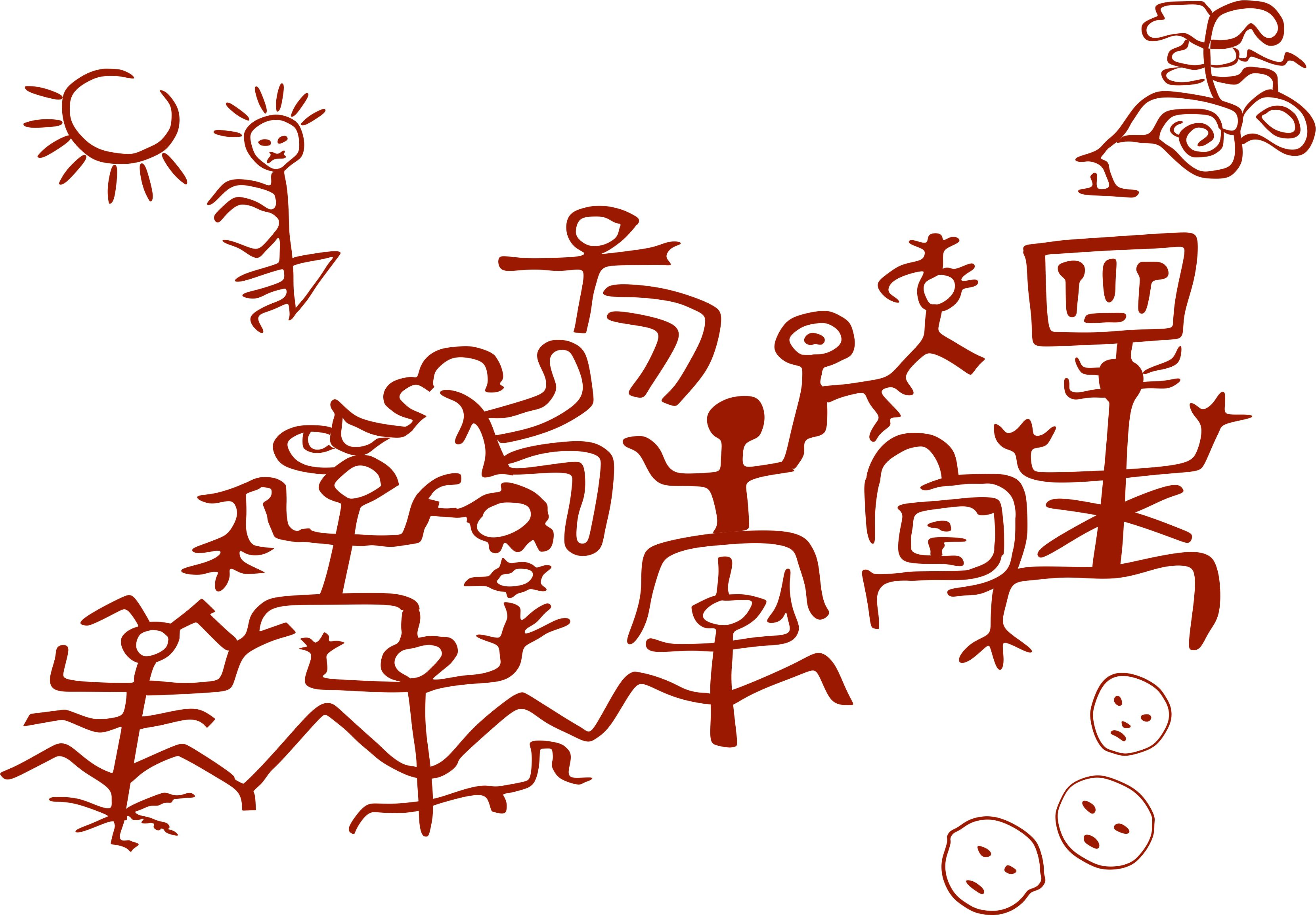
Reconstrucción digital de las principales figuras en la roca.

Hasta la fecha, ya que no existen estudios arqueológicos aplicados a estos vestigios, no se tienen conocimientos exactos de la datación y origen de estas figuras. Se presume, por la coloración de la roca, y los líquenes que cubren su superficie, así como la firma gráfica de las representaciones, con manifiesto parecido a las pinturas rupestres de Faical, Potrero Grande, La Letra (Perú)  y Chiribiquete (Colombia) que hayan sido talladas por culturas amazónicas de gran antigüedad.